# Alfred Jaeck
Alfred Jaeck (* 2. August 1911 in Allschwil; † 28. August 1953) war ein Schweizer Fussball- und Nationalmannschafts-Spieler. Er spielte als Stürmer. Im August 1953 erlitt Jaeck einen schweren Autounfall, an dessen Folgen er letztendlich verstarb.

## Vereine
Jaeck begann seine Fussballkarriere beim FC Basel. Er spielte zwei Saisons für Servette FC; in 28 Einsätzen erzielte er zwei Tore. Er kehrte im Jahr 1932 zurück zu seinem Heimatverein Basel für vier Jahre. In der Saison 1932/33 gewann Jaeck mit dem FCB den Schweizer Cup, als Basel den Grasshopper Club Zürich im Final 4:3 besiegte. Im Final schoss er das Tor zum 2:1-Zwischenstand. Trainer damals war Karl Kurz.
Jaeck wechselte danach nach Frankreich und verbrachte die Saison 1936/37 beim französischen Erstligisten Olympique Lillois, es folgten zwei weitere Spielzeiten mit dem FC Mulhouse. Im Jahr 1939 kehrte er in seine Heimat zurück und beendete seine Karriere beim Heimverein. Für Basel erzielte er insgesamt 73 Tore in total 170 Einsätzen.

## Nationalmannschaft
Jaeck spielte 28-mal für die Schweizer Nationalmannschaft und schoss dabei zwei Tore. Er gehörte während der Fussball-Weltmeisterschaft 1934 in Italien zum Kader der Nationalmannschaft. Die Schweiz eröffnete am 27. Mai 1934 die Fussballweltmeisterschaft im Stadio Calcistico di San Siro in Mailand mit einem 3:2-Sieg gegen die Niederlande, dabei war Leopold Kielholz zweifacher Torschütze. Im Viertelfinal traf die Schweiz am 31. Mai in Turin auf die Tschechoslowakei. Das Spiel wurde auf hohem Niveau ausgetragen und war geprägt von überragenden Torhüterleistungen durch Frank Séchehaye und František Plánička. Oldřich Nejedlý entschied mit einem Treffer in der 82. Minute zum 3:2 die Partie für den späteren Finalisten.

## Titel und Erfolge
FC Basel
- Schweizer Cupsieger: 1932/33

## Quelle
- Rotblau: Jahrbuch Saison 2014/2015. FC Basel Marketing AG. Basel 2014, ISBN 978-3-7245-2027-6